# Swing Copters
Swing Copters là trò chơi video năm 2014 phát hành trên Google Play và App Store vào ngày 21 tháng 8 năm 2014. Trò chơi do dotGEARS phát triển, đây là công ty Việt Nam nổi tiếng nhất với Flappy Bird (2013). Trò chơi nhận được nhiều phê bình trái chiều, với điểm trên Metacritic là 56/100.